# Håkan Malm
Lars Håkan Malm, född 7 februari 1936 i Malax, död där 7 januari 2018, var en finländsk jordbrukare och politiker.
Malm avlade agrologexamen 1955. Han representerade Svenska folkpartiet i riksdagen 1975–1999 och profilerade sig framförallt som den österbottniska bondenäringens talesman. Han var partiets vice ordförande 1976–1996 och hörde i mer än tre decennier till kommunfullmäktige i Malax. År 1999 förlänades han titeln riksdagsråd.